# 条裂耳蕨
条裂耳蕨（学名：Polystichum mollissimum var. laciniatum）为鳞毛蕨科耳蕨属下的一个变种。

## 扩展阅读
- 維基物種上的相關：条裂耳蕨